# リチャード・クリフォード
リチャード・クリフォード（Richard Clifford）は、イングランド出身の俳優。シェイクスピア俳優として著名で、ロイヤル・シェイクスピア・カンパニーの舞台に立った後、ウエスト・エンドやブロードウェイでもシェイクスピア劇に出演。ケネス・ブラナーの監督映画にも出演している。
2006年、長年のパートナーであるデレク・ジャコビと同性結婚をした。

## 主な出演作品
- ヘンリー五世 Henry V (1989)
- から騒ぎ Much Ado About Nothing (1993)
- フランケンシュタイン Frankenstein (1994)
- キャリントン Carrington (1995)
- 恋の骨折り損 Love's Labour's Lost (2000)
- お気に召すまま As You Like It (2006)
- The Edge of Love (2008)